# ليوبا أوغنينوفا مارينوفا
كانت ليوبا أوغنينوفا مارينوفا (1922–2012) عالمة آثار بلغارية رائدة، وأول عالمة آثار تحت الماء في البلاد، ترأست التحقيقات في مدينة نيسيبار الأثرية القديمة. أصبحت واحدة من أبرز الباحثين البلغاريين المتخصصين في علم الآثار القديم والتراقي، وألفت أكثر من 100 منشور علمي. عملت في هيئة التدريس بجامعة صوفيا ككبيرة الباحثين في المتحف الأثري الوطني في صوفيا.

## حياتها المبكرة
ولدت ليوبا ليفوفا أوجنوفا في 17 يونيو 1922 لعائلة من المثقفين البلغاريين في أوهريد، مملكة صربيا، والكروات والسلوفينيين. تخرجت من مدرسة فرنسية ابتدائية في بيتولا عام 1932 واستمرت في إكمال تدريبها في المدرسة الثانوية في تيرانا. بعد الانتهاء من دورة المراسلات من روما، التحقت بقسم التاريخ بجامعة صوفيا، القديس كليمنت أوهريدسكي، وتخرجت عام 1946 من علم الآثار الكلاسيكي.

## حياتها المهنية
في عام 1948، بدأت أوغنينوفا العمل في المتحف الإقليمي للتاريخ في شومن كمسؤولة. أجرت عمليات التنقيب مع فيرا مافرودينوفا وإيفانكا زاندوف، وأعدوا مخزونا من القطع الأثرية التي عُثر عليها في مادارا وبريسلاف، مما دفعها إلى نشر مقال في عام 1950 (رسومات الخيالة داخل حصن بريسلاف). بحلول نهاية العام، قبلت منصباً في قسم الآثار في المتحف الأثري الوطني في صوفيا. تم ضمها لفريق للبحث في موقع سيفتوبوليس تحت إشراف الأستاذ ديميتار بّي ديميتروف، وصقلت أوغنينوفا مهارتها في أن تصبح خبيرة في البحث التراقي. تم اكتشاف سيفتوبوليس، المعروف أيضاً باسم سيثوبوليس، أثناء بناء خزان كوبرينكا بالقرب من كازنلاك في الأربعينيات من القرن الماضي وتم اكتشافه بالكامل بين عامي 1948 و1954. على الرغم من أن المدينة القديمة كانت الموقع التراقي الوحيد الذي تم بحثه وحفره بالكامل، سمح النظام الشيوعي لجمهورية بلغاريا الشعبية للبحيرة الاصطناعية التي أنشأها السد بتغطية الموقع عند اكتمال الحفر. بالإضافة إلى أوغنينوفا، كان من بين المشاركين الآخرين في الفريق آنا بلكانسكا، جيرغانا كانوفا، ماريا تشيكهيكوفا وديميتار نيكولوف. في عام 1957، اكتشفت أوغنينوفا مجمع ديني تراقي بالقرب من بايباك، عندما نصب برج تلفزيون على قمة بنديدا بيك.
بين عامي 1958 و1963، كشف العمل الذي قادته أوغنينوفا في موقع نيسيبار عن العديد من المعالم الأثرية المهمة، بما في ذلك معبد زيوس هيبيرديكسيوس ومعبد بوتروس في زيوس وهيرا وغيرها. كما اشتهرت بعملها مع النصوص المنقوشة باللغة اليونانية واللاتينية الموجودة في بلغاريا. سمحت دراستها عن نقش الخاتم الموجود في إزيروفو، ونقش إيليريان الموجود على خاتم من كومان، ألبانيا، لأوغنينوفا أن تستنتج أن النص الإيليري، وعلى الرغم من التخمينات السابقة بعدم معناه، كان له معنى كبير. مع تتبع أصل الخاتم وشكله، كانت قادرة على تحديد تاريخ الخاتم للقرن الثامن. قدمت ورقة عن النتائج التي توصلت إليها في ليدايس، تشيكوسلوفاكيا، وأثارت ضجة كبيرة ودُعيت للدراسة من 1959 إلى 1960 في المدرسة الفرنسية في أثينا، وهي واحدة من المعاهد الأثرية التي تديرها الحكومات الأجنبية في أثينا.
في عام 1961، أصبحت أوغنينوفا أول غواصة أثرية في البلاد أثناء عملها مع البروفيسور فيليزار ويلكوف، باحثة على طول ساحل البحر الأسود البلغاري. أثناء الكتابة عن تدريباتها، قالت أوغنينوفا إن أستاذها في الغوص ساعدها في التغلب على خوفها من المياه العميقة بعد أن أراها الفخار تحت الماء. ركزت مجالات اهتمامها وخبرتها الخاصة على الثقافة التراقية بين الألفية الأولى والثانية قبل الميلاد.  قادت أوغنينوفا ست بعثات أثرية تحت الماء للأكاديمية البلغارية للعلوم بين 1961 وأوائل السبعينات. أدى عملها إلى تحديد خمس فترات زمنية للتحول الحضري في شبه الجزيرة المحيطة بنيسيبار حتى نهاية الألفية الثانية قبل الميلاد، والتي تضمنت البروبوليس التراقي، والمستعمرة اليونانية مسامبريا، وهي قرية حكمها الرومان حتى العصر المسيحي المبكر، ومستوطنة في العصور الوسطى ومدينة في عصر النهضة، والمعروفة باسم ميسمفريا أو نيسيبار. أكدت أبحاثها أن الزلزال والفيضانات كانت كبيرة في المنطقة. درست أوغنينوفا التحف الفنية، وأصبحت خبيرة في الفن اليوناني والروماني، ومفسرة للصور المختلفة الموجودة على العملات المعدنية. سمحت لها معرفة عمل أثيون ماراونييا بتحديد أن اللوحات الجدارية الموجودة على قبر كازنلاك نشأت على الأرجح من مدرسته.
عادت أوغنينوفا إلى الغوص في نيسيبار في عام 1977، حيث قادت ثمانية غطاسين برعاية اليونسكو بين عامي 1977 و1984، فوجد الفريق أدلة على كل من الجدران والأبراج الرومانية والبيزنطية المبكرة. كما أنها حددت العديد من الحصون والباسيليكا (هي إحدى المباني الهامة في حياة سكان المدن الرومانية) في العصور القديمة أثناء إجراء مسوحات تحت الماء في الخلجان الشمالية والجنوبية من شبه الجزيرة في محاولة لتحديد وتوضيح التسلسل الزمني للموانئ الحضرية على طول الشاطئ
بعد حضور المؤتمر الدولي للعصر البرونزي القديم لعام 1980 الذي عقد في المجر، اقترحت أوغنينوفا عقد المؤتمر التالي في بلغاريا في عام 1983. ساعدت في تنظيم أكثر من 800 معرض لاجتماع «العصر البرونزي الروماني للفنون» من مجموعات المعهد الوطني للآثار والمتحف الأكاديمي البلغارية للعلوم. قام المعرض بجولة في الخارج في النمسا وألمانيا والهند وسوريا قبل عرضها لمدة عام في صوفيا. في نفس العام، أصبحت أوغنينوفا من أكبر الباحثين في المعهد الوطني للآثار. كانت عضواً قديماً في المجالس العلمية لمعهد الآثار ومعهد الدراسات المتعلقة بشعوب البلقان القديمة، وكذلك محاضرة في علم الآثار التراقي في جامعة صوفيا. كتبت أوغنينوفا أكثر من 100 منشور علمي، بلغات مختلفة على مدار حياتها المهنية. قامت بإنشاء قاعدة بيانات للمواقع المعروفة في تراقيا استناداً إلى مجموعة من البحوث وتفسير الينابيع القديمة والتحف الأثرية التي تربط اليونان وشرق البحر المتوسط بالمنطقة. في وقت وفاتها، كان العمل المنجز في الستينيات، لا يزال المعيار المرجعي المُستخدم لتطوير التاريخ الثقافي لتراقيا.

## وفاتها وتقديرها
في عام 1983، بعد حصولها بنجاح على موقع اليونسكو للتراث العالمي لنيسيبار، أصبحت أوغنينوفا مواطناً فخرياً في المدينة. في عام 2005، نشر المعهد الأثري الوطني والمتحف الأكاديمي البلغارية للعلوم بالاشتراك مع قسم الآثار في جامعة صوفيا، مجلد من المقالات، من المؤتمر الدولي الذي عقد في عام 2002 تكريماً لعيد ميلاد أوغنينوفا الثمانين. احتوى الكتاب على أعمال أكثر من 50 باحثاً يتحدثون عن أحدث الدراسات والأبحاث حول مجالات خبرتها وعلم الآثار التراقي واليوناني الروماني والفن والدين. حصلت على وسام القديسين سيريل وميثوديوس في الدرجة الثانية لمساهماتها العلمية في بلغاريا.  توفيت أوغنينوفا في 18 نوفمبر عام 2012 في صوفيا.